# Janmabhumi
Janmabhumi is een Malayalam-dagblad, uitgegeven in de Indiase deelstaat Kerala. De broadsheet-krant werd in 1977 opgericht. Het is eigendom van Matruka Pracharanalayam Ltd.. en is gevestigd in Kochi. De hoofdredacteur is Hari S. Kartha. De krant is in politiek opzicht verwant aan de Bharatiya Janata-partij. Er komen edities uit in Kochi, Kottayam, Kannur, Thrissur, Thiruvananthapuram en Kozhikode.